# Daouda Karaboué
Daouda Karaboué (født 11. december 1975 i Abidjan, Elfenbenskysten) er en fransk tidligere håndboldspiller, der spillede som målmand for Montpellier HB og Fenix Toulouse Handball i sit hjemland. Han har tidligere været udlandsprofessionel i både Tyskland og Schweiz. Han indstillede karrieren i 2013. I 2015 blev han målmandstræner i den franske klub Pays d'Aix UC.

## Landshold
Karaboué debuterede på det franske landshold i 2004, og har været med til at vinde adskillige titler med holdet. Han er dog mest reserve for førstevalget Thierry Omeyer.

## Landsholdstitler
- EM i 2006
- OL i 2008
- VM i 2009
- EM i 2010
- VM i 2011
- OL i 2012